# Banzon
Banzon ist sowohl eine Gemeinde (französisch commune rurale) als auch ein dasselbe Gebiet umfassendes Departement im westafrikanischen Staat Burkina Faso, in der Region Hauts-Bassins und der Provinz Kénédougou. Im Jahr 2006 hatte die Gemeinde 14.885 Einwohner. Beim Zensus 2019 waren es 20.045.